# Vester Skerninge
Vester Skerninge är en tätort i Svendborgs kommun i Region Syddanmark i Danmark. Tätorten har 1 100 invånare (2024). Den ligger på Fyn.
Den tidigaste kända skriften där Vester Skerninge nämns är från 1418, där är det i formen Vester Schærningger.
Orten ligger i Vester Skerninge Sogn, cirka 2 kilometer öster om Ulbølle, cirka 3 kilometer väster om Ollerup och cirka 10 kilometer väster om Svendborg. Vester Skerninge var centralort i Egebjergs kommun fram till kommunreformen 2007.
I orten finns medeltidskyrkan Vester Skerninge Kirke.